# Jerome Steever
Jerome E. Steever (ur. 7 stycznia 1880 w Milwaukee, zm. 5 stycznia 1957 w San Diego) – amerykański piłkarz wodny, medalista olimpijski z Letnich Igrzysk 1904 w Saint Louis.
Razem z klubem Chicago Athletic Association zdobył srebrny medal w turnieju piłki wodnej.